# Rudolf Hoffmann (Historiker)
Rudolf Hans Bernd Hoffmann (* 12. September 1889 in Freiburg im Breisgau; † 31. Dezember 1958 in Flensburg) war ein deutscher Historiker und Hochschullehrer.
Hoffmann war der Sohn des Schriftstellers und Generalsekretärs der Weimarer Schiller-Stiftung Hans Hoffmann und besuchte das Wilhelm-Ernst-Gymnasium Weimar bis zum Abitur 1909. Er studierte Germanistik, Romanistik, Geschichte, Geographie und Philosophie in Heidelberg, Berlin und Freiburg (Br.) von 1909 bis 1914 und promovierte in Heidelberg über den Liberalen Georg von Vincke zum Dr. phil. Im I. Weltkrieg diente er vom August 1914 bis November 1918, zuletzt als Leutnant d. R. Nach dem Kriege absolvierte er die Lehrerausbildung und das Referendariat in Flensburg und Husum. Anschließend unterrichtete er an der Marineschule Mürwik bis 1927, dann ein Jahr als Studienrat in Lauban und Frankfurt am Main an der Victoria-Schule. Zum 1. Mai 1933 trat er in die NSDAP ein (Mitgliedsnummer 2.532.295) und stand in Hannover führend dem NS-Dozentenbund vor. Er wurde am 1. April 1936 Dozent, dann Professor für Geschichte und ihre Methodik an der Hochschule für Lehrerbildung Hannover. 1937 legte er eine Sammlung von Feldpostbriefen deutscher Soldaten aus dem Ersten Weltkrieg vor, die mehrfach aufgelegt wurde. Während der Sudetenkrise 1938 wurde er eingezogen, ebenso 1939 bis 1940 sowie 1943 bis 1944. Danach ging er wieder an die Goethe-Schule Hannover, zog aber im September 1945 nach Flensburg. Wegen Schwierigkeiten mit der Denazifizierung beendete er den Schuldienst.

## Schriften
- Die Anekdote – eine Deuterin der Weltgeschichte, Diesterweg, 1934
- Der deutsche Soldat. Briefe aus dem Weltkrieg. Vermächtnis, München 1937[2]
- Die Weltgeschichte und der deutsche Geist, Oldenbourg, Berlin-München 1943